# Процесс над пособниками немецких оккупантов в Краснодаре (1943)

Казнь немецких пособников, осужденных на Краснодарском процессе, 17 июля 1943 года

Процесс над пособниками немецких оккупантов в Краснодаре — судебный процесс 14—17 июля 1943 года над группой советских коллаборационистов, принимавших участие в военных преступлениях на территории Краснодара и Краснодарского края. Первый в СССР судебный процесс по делу о деятельности оккупантов и их пособников.
Перед судом предстали тринадцать советских граждан, которые служили во вспомогательных частях зондеркоманды 10а, в основном — на обслуживании газвагенов. Все роли на процессе были расписаны в докладной записке В. М. Молотова и А. Я. Вышинского И. В. Сталину от 10 июля 1943 г. под грифом «Совершенно секретно» (Архив внешней политики РФ МИД РФ. Ф. 6 (Секретариат В. М. Молотова). Оп. 4. Д. 74. Папка 8. Л. 13). Освещение процесса в средствах массовой информации курировали А. Я. Вышинский и Г. Ф. Александров. Для подготовки процесса в Краснодар были направлены писательские бригады, и в частности член ЧГК писатель Алексей Толстой. Он получил «Обвинительное заключение по делу о зверствах немецко-фашистских захватчиков и их пособников на территории Краснодара и Краснодарского края», подписанное следователем по важнейшим делам Л. Г. Мальцевым и утверждённое прокурором СССР В. М. Бочковым (Российский государственный архив социально-политической истории (РГАСПИ). Ф. 269. Оп. 1. Д. 28), однако краснодарский процесс остался единственным, о котором А. Н. Толстой ничего не написал. Приговор был приведён в исполнение 18 июля на городской площади Краснодара в присутствии почти 50 тыс. человек. Нацистские военные преступники были впервые осуждены в декабре 1943 г. по результатам проведения Харьковского процесса.

## Подсудимые

Подсудимые во время оглашения приговора

Обвиняемыми в совершении военных преступлений, в частности, уничтожении советских граждан, стали 11 арестованных немецких пособников:
1. Тищенко Василий Петрович, 1914 года рождения, уроженец Краснодарского края. В августе 1942 года он добровольно пошёл на службу в краснодарскую оккупационную полицию, а впоследствии за отличную службу был повышен до должности старшины зондеркоманды «СС-10-А». Впоследствии стал следователем гестапо, одновременно выполняя обязанности тайного агента. Совместно с немецкими офицерами гестапо Тищенко принимал участие в облавах, арестах, пытках и казнях советских граждан. Следственные дела гестапо, которые вёл Тищенко, заканчивались смертным приговором или отправкой в концентрационные лагеря для их фигурантов. Также Тищенко принимал участие в массовых убийствах советских граждан в «душегубках».
2. Пушкарёв Николай Семёнович, 1915 года рождения, уроженец Днепропетровска. Добровольно пошёл на службу в краснодарскую полицию в августе 1942 года, затем был повышен до должности командира отделения в зондеркоманде. Принимал участие в розысках, арестах, охране, пытках и казнях партизан, советских активистов и мирного населения. Также Пушкарёв принимал участие в массовых убийствах советских граждан в «душегубках». В начале февраля 1943 года, при отступлении немецких войск из Краснодара, он участвовал в подрыве здания городского гестапо, в котором находились арестованные, что привело к гибели последних.
3. Речкалов Иван Анисимович, 1911 года рождения, уроженец Челябинской области, дважды был осуждён к лишению свободы за хищения. В августе 1942 года, уклонившись от мобилизации в РККА, Речкалов перебежал на сторону немцев, поступил на службу в полицию, и уже через несколько дней был переведён в зондеркоманду «СС-10-А». Участвовал в выявлении партизан и активистов, арестах, охране и убийствах советских граждан. Также Речкалов принимал участие в массовых убийствах советских граждан в «душегубках».
4. Мисан Григорий Никитич, 1916 года рождения, уроженец станицы Суздальской Горяче-Ключевского района Краснодарского края. В августе 1942 года добровольно поступил на службу в полицию, а вскоре был переведён в зондеркоманду. Участвовал в арестах, охране, пытках, казнях советских граждан. Четырежды принимал участие в массовых убийствах советских граждан в «душегубках». Изъявил желание и «убил гражданина Губского, проводившего антифашистскую деятельность».
5. Котомцев Иван Фёдорович, 1918 года рождения, уроженец деревни Полонец Зуевского района Кировской области. Судим в 1937 году за хулиганство и осуждён на два года лишения свободы. Наказание отбыл. В сентябре 1942 года он добровольно поступил на службу в полицию, в ноябре переведён в зондеркоманду. Участвовал в арестах, охране, пытках, казнях советских граждан. В январе 1943 года в составе карательной экспедиции на хуторе Курундун принял участие в расправе над девушкой, подозреваемой в сотрудничестве с партизанами. В этом же месяце участвовал в расправе над 16 жителями станицы Крымской, подозреваемых в сотрудничестве с партизанами. За активное участие в карательных акциях получил благодарность.
6. Напцок Юнус Мицухович, 1914 года рождения, уроженец аула Лекшукай Тахтамукаевского района Краснодарского края. Добровольно пошёл на службу в зондеркоманду, участвовал в арестах, охране, пытках, казнях советских граждан. В январе 1943 г. в составе карательного отряда выехал в станицу Гастагай, где участвовал в облавах на партизан, издевательствах и расправах над местными жителями. Участвовал в карательной экспедиции на хутор Курунцуп.
7. Кладов Игнатий Фёдорович, 1911 года рождения, уроженец Свердловской области. Добровольно пошёл на службу в зондеркоманду, участвовал в арестах, охране, пытках, казнях советских граждан, а также выполнял обязанности тайного агента гестапо.
8. Ластовина Михаил Павлович, 1883 года рождения, уроженец Краснодарского края. Скрывшись от репрессии в 1932 году как кулак, прибыл в г. Краснодар, где и устроился в больнице на службу санитаром. В декабре 1942 года в период временной оккупации немецко-фашистскими захватчиками г. Краснодара участвовал с гестаповцами в расстреле шестидесяти человек больных советских граждан.
9. Тучков Григорий Петрович, 1909 года рождения, уроженец Краснодарского края. В период временной оккупации немецкими захватчиками г. Краснодара добровольно поступил на службу в немецкую полицию, а затем перешёл в «Зондеркоманду СС-10-А», в составе которой три раза участвовал в облавах и арестах сочувствующих советской власти людей[2].
10. Павлов Василий Степанович, 1914 года рождения, уроженец Ташкента. Добровольно поступил на службу в зондеркоманду, неся в этой команде охрану арестованных и здания гестапо, участвуя в облавах и арестах партизан.
11. Парамонов Иван Иванович, 1923 года рождения, уроженец Ростова-на-Дону. Летом 1942 года с оружием в руках перешёл на сторону врага. Добровольно поступил на службу в зондеркоманду. Участвовал в облавах и арестах антинемецких настроенных советских граждан.

Тищенко, Речкалов, Ластовина и Пушкарёв обвинялись по ст. 58-1 «а» УК РСФСР, остальные — по ст. 58-1 «б» УК РСФСР.

## Ход процесса
Открытый процесс начался 14 июля 1943 года в Краснодаре в кинотеатре «Великан». Перед судом предстали одиннадцать подсудимых, участвовавших в военных преступлениях совместно с немецкими оккупантами. Руководителями всех совершённых преступлений были названы командующий 17-й немецкой армией генерал-полковник Р. Руофф и начальник краснодарского гестапо полковник Кристман, которые на процессе не присутствовали. Большая часть подсудимых входила в состав зондеркоманды, образованной при гестапо. В Краснодарском крае впервые для массовых убийств были применены газенвагены (автомобили-«душегубки»). В них казнили арестованных гестапо, пациентов городской больницы, а также прохожих, попавшихся во время облав. Всего подобным образом было уничтожено около семи тысяч жителей Краснодара и Краснодарского края. Среди казнённых немцами были известные в Краснодаре люди: профессор Вилик, талантливый актёр Театра музыкальной комедии Елизаветский и его шестнадцатилетняя дочь Лиза, старейший врач города Красникова, учительница средней школы № 36 Феденко Варвара Васильевна, директор школы Никольченко, пионер Витя Сузак, жена и дочь офицера Красной армии Возьмищева и многие другие краснодарцы. 
Судил предателей Военный трибунал Северо-Кавказского фронта, возглавляемый полковником юстиции Майоровым. В состав трибунала вошли заместитель Майорова Захарьянц и член трибунала Костров. Государственное обвинение поддерживал генерал-майор юстиции Яченин. По назначению суда защищали подсудимых адвокаты Казначеев, Якуненко и Назаревский. На суде присутствовал ряд представителей советских средств массовой информации, писатель Алексей Толстой, Герои Советского Союза Покрышкин и Глинка.
Первоначально были допрошены все подсудимые, а затем 22 свидетеля их преступлений. После этого вниманию трибунала было представлено заключение судебно-медицинской экспертизы, оглашённое доктором Прозоровским. Для проведения экспертизы было эксгумировано 623 трупа (85 детей, 256 женщин и 282 мужчины, в том числе 198 стариков). Их исследования показали, что 523 жертвы при жизни были отравлены окисью углерода, а 100 жертв скончались от выстрела в голову. Все подсудимые признали себя в последнем слове виновными.

## Приговор
«Судебным следствием были установлены факты систематического истязания и сожжения гитлеровскими разбойниками многих арестованных советских граждан, находившихся в подвалах гестапо, и истребления путём отравления газами окиси углерода в специально оборудованных автомашинах-«душегубках» около семи тысяч невинных советских людей, в том числе свыше 700 человек больных, находившихся в лечебных заведениях гор. Краснодара и Краснодарского края, из них 42 человека детей в возрасте от 5 до 16 лет».
На основании статей 319 и 320 УПК РСФСР, а также руководствуясь указом Президиума Верховного Совета СССР от 19 апреля 1943 года, 17 июля 1943 года военный трибунал приговорил Тищенко, Речкалова, Пушкарёва, Напцока, Мисана, Котомцева, Кладова и Ластови́ну к смертной казни через повешение. Парамонов, Тучков и Павлов были приговорены к 20 годам каторжных работ. Приговор был встречен бурными аплодисментами присутствовавших в зале.
Приговор был приведён в исполнение 18 июля 1943 года в 13 часов на центральной площади Краснодара. На приговорённых к высшей мере наказания висели таблички «Казнен за измену Родине». На площади присутствовало около 50 тысяч человек.
По словам английского политического обозревателя А. Верта, переданным 21 июля 1943 года по Лондонскому радио, публичная казнь в Краснодаре имела глубокое психологическое значение. «Она явилась как бы сигналом приближающегося дня расплаты, суровым напоминанием тем русским в оккупированных районах, которые ещё сотрудничают с гестапо. Казнь предателей явилась предвестником того, что ожидает их германских хозяев». 
На процессе были указаны имена конкретных участников преступлений со стороны фашистской Германии на территории Краснодара и Краснодарского края: командующий 17-й немецкой армией генерал-полковник Руофф, шеф краснодарского гестапо, полковник Кристман, его заместитель, капитан Раббе, офицеры Пашен, Винц, Ган, Сальге, Сарго, Босс, Мюнстер, Мейер Эрих, тюремные врачи гестапо Герц и Шустер, переводчики Эйкс Якоб и Шертерлан.  
Значение Краснодарского судебного процесса 1943 года трудно переоценить: именно он был первым открытым процессом над пособниками немецко-фашистских оккупантов, являясь своеобразным предшественником Международного военного трибунала, вынесшего приговор фашизму в Нюрнберге.
В 1979 году материалы Краснодарского процесса о «душегубках» помогли осудить и командира этой зондеркоманды, шефа краснодарского гестапо Курта Кристмана, обнаруженного властями Мюнхена. Он работал агентом по недвижимости. В 1980 году в Мюнхене его приговорили к десяти годам лишения свободы. В 1985 году Кристман был освобождён досрочно и умер в 1987 году.

## Процесс 1963 года
22—24 октября 1963 года в Краснодаре состоялся открытый суд над девятью другими функционерами зондеркоманды 10-А. За карательную деятельность и личное участие в массовом уничтожении мирного населения к ответственности были привлечены бывшие эсэсовцы зондеркоманды СС 10-А: А. К. Вейх, В. М. Скрипкин, М. Т. Еськов, А. У. Сухов, В. Д. Сургуладзе, Н. П. Жирухин, Е. А. Буглак, У. Т. Дзампаеви, Н. С. Псарёв. 24 октября всем подсудимым был вынесен смертный приговор.